# Gare de La Combe
La gare de La Combe, anciennement gare de Lajoux jusqu'à une date inconnue, est une gare ferroviaire suisse de la ligne La Chaux-de-Fonds – Le Noirmont – Glovelier. Elle est située dans le district des Franches-Montagnes, canton du Jura, au nord-est de la localité de Lajoux et accessible depuis le village par une route après environ 5 kilomètres. La route permet également de relier Montfaucon.

## Situation ferroviaire
Établie à 843,2 mètres d'altitude, la halte de La Combe est située au point kilométrique (PK) 14.437 de la ligne Le Noirmont – Glovelier (no 237), entre les gares de Pré-Petitjean et de Bollement.
Une voie de débord permet le chargement des marchandises, généralement des wagons complets de grumes. 

## Histoire
La gare a été ouverte au trafic le 21 mai 1904 par la compagnie du RSG (Régional Saignelégier–Glovelier) ; les voies avaient alors un écartement normal et la traction des trains avait recours à une locomotive à vapeur. La ligne sera fermée du 8 mai 1948 au 4 octobre 1953 pour transformation de la ligne à voie métrique et électrification en 1 500 V CC.

## Service des voyageurs

### Accueil
C'est une halte, arrêt facultatif, sans personnel.

### Desserte
La halte de La Combe est desservie par des trains régionaux en provenance et à destination de Glovelier et de La Chaux-de-Fonds.

Installations
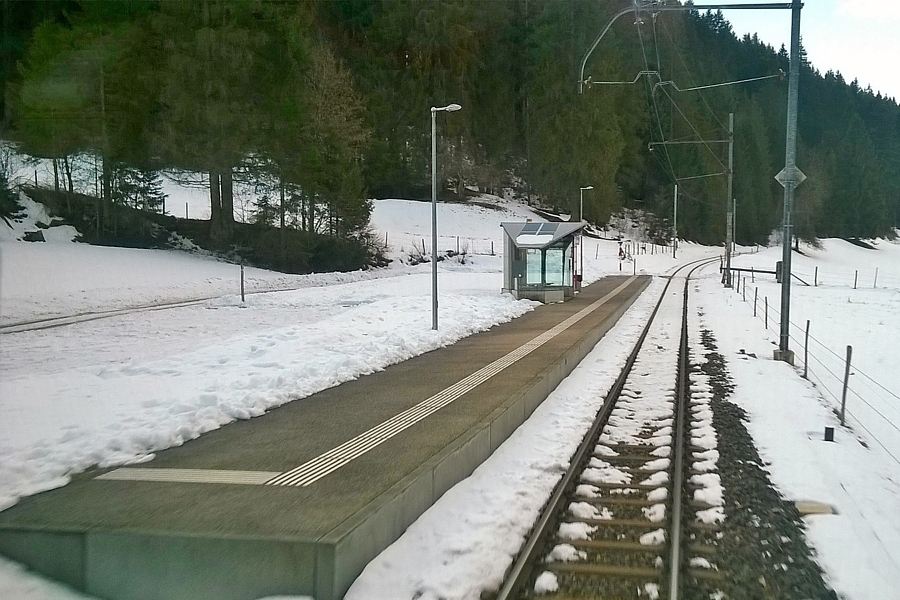
Janvier 2017
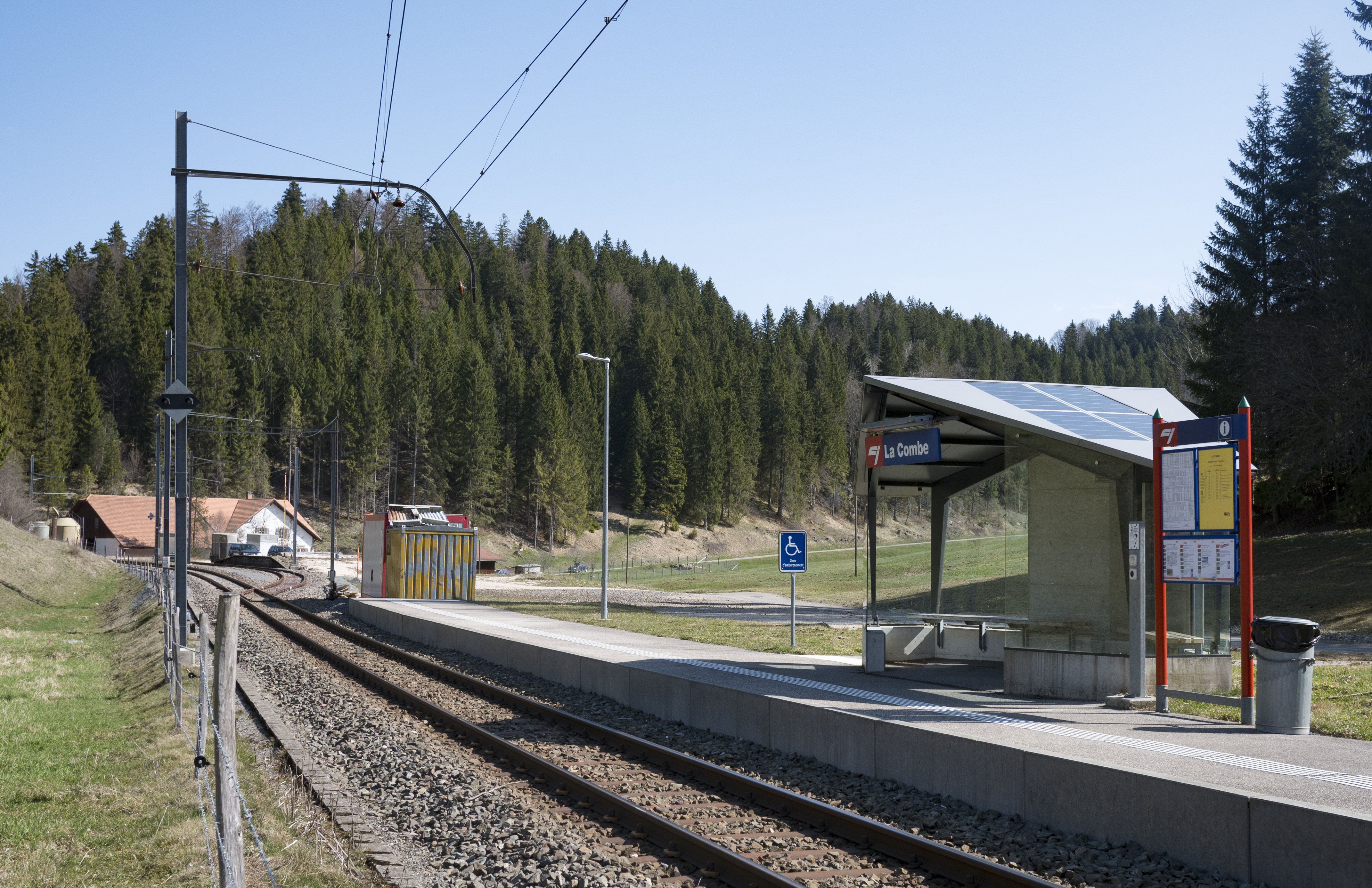
Avril 2017.